# Interval unitat

L'interval unitat com a conjunt de la recta real

En matemàtiques, el terme interval unitat s'usa sovint per a referir-se a l'interval tancat [0,1], és a dir, el conjunt dels nombres reals que són més grans o iguals que 0 i més petits o iguals que 1. Sovint es representa per I. L'interval unitat apareix sovint en temes d'anàlisi i topologia, i de manera important en la teoria de l'homotopia.
Menys sovint, el terme interval unitat s'usa per als altres intervals d'origen 0 i extrem 1: els intervals semioberts ]0,1], [0,1[ i l'interval obert ]0,1[.

## Propietats
L'interval unitat [0,1] és un espai mètric complet. Com a espai topològic, és compacte, arc-connex i localment arc-connex. També és contràctil, i en particular simplement connex.
L'interval unitat és una varietat analítica unidimensional amb vora; la seva vora és el conjunt {0,1}. També està dotat d'una orientació estàndard, la que va de 0 a 1.
L'interval unitat és un conjunt totalment ordenat i un reticle complet (cada subconjunt de l'interval unitat té suprem i ínfim).

## Aplicacions
La recta real estesa es construeix de manera que és homeomorfa a l'interval unitat.
El cub de Hilbert s'obté prenent un producte topològic d'una quantitat numerable de còpies de l'interval unitat.
El concepte d'homotopia formalitza la idea de deformar contínuament un espai topològic o una aplicació contínua. El paràmetre de la deformació acostuma a ser un nombre real t ∈ [0,1], de manera que l'interval unitat apareix pertot dins la teoria de l'homotopia.

## Generalitzacions
De vegades es fa servir el terme de "interval unitat" per referir-se a objectes que tenen un paper en diverses branques de les matemàtiques de manera anàloga al que exerceix l'interval [0,1] en la teoria de l'homotopia.